# Hermílio Generoso de Oliveira
Hermílio Generoso de Oliveira, ou simplesmente Miro (às vezes também grafado como Hermínio), foi um educador e agente público brasileiro, lembrado por sua atuação em Mâncio Lima, Acre na segunda metade do século XX. Foi Prefeito de Mâncio Lima no final da década de 1970 e homenageado no município pela escola indígena que leva seu nome.

## Biografia
Hermílio Generoso de Oliveira nasceu em 1909, em Cruzeiro do Sul, no então Território do Acre, e faleceu em 1982, em Rio Branco. Foi casado com Luiza Almeida Dantas de Oliveira, também professora.

## Carreira
Atuou como professor na Escola Francisco Freire de Carvalho, em Mâncio Lima, e exerceu a função de juiz de paz em cerimônias civis e mediação comunitária na região do Vale do Juruá.
Há registro de documentos municipais do ano de 1979 que trazem a assinatura de Hermílio Generoso de Oliveira – Prefeito Municipal, confirmando sua presença à frente do Executivo local no período. Detalhes sobre início e término do mandato, antecessores e sucessores ainda carecem de fonte primária ou secundária publicada.
A tradição local atribui a Hermílio a criação da bandeira de Mâncio Lima. Até o momento, não foi localizada legislação ou ato oficial que identifique a autoria do desenho no período de sua gestão. As normas de oficialização mais recentes dos símbolos do município não trazem a autoria explicitada.

## Legado e homenagens
Hermílio dá nome à Escola Indígena Hermílio Generoso de Oliveira, localizada na comunidade Timbaúba, ao longo do Rio Moa, em Mâncio Lima, instituição mantida pela Secretaria de Educação do Acre.